# Mike Tully
Michael ("Mike") Scott Tully (Long Beach, Califórnia, 21 de outubro de 1956) é um antigo atleta norte-americano, especialista em salto com vara. Esteve presente nas Olimpíadas, ganhando a medalha de prata nos Jogos de Los Angeles 1984, ficando atrás do francês Pierre Quinon.
Foi recordista norte-americano de salto com vara entre 1984 e 1985 e campeão nacional em 1977, 1979 e 1986.